# Amalarico I de Montfort
Amalarico I de Montfort (en francés: Amaury de Montfort; fallecido c. 1053).) fue señor de Montfort, hijo de Guillermo de Montfort, el primer señor de Montfort. El castillo de Montfort l'Amaury, cuya construcción fue iniciada por él, fue completado por su hijo Simón I de Montfort, que le sucedió como señor de Montfort. Se casó con Bertrada, cuyo origen se desconoce.
Amalarico y su mujer tuvieron tres hijos:
- Simón I de Montfort (fallecido 25 de septiembre de 1087).
- Mainier de Montfort, señor de Épernon (fallecido antes de 1091).
- Eva (fallecido el 23 de enero de  1099), esposa de Guillermo Crispin (m. 8 de enero de 1074), hijo de Gilbert Crispin de Tillières.